# Płósy
Płósy – wieś sołecka w Polsce położona w województwie mazowieckim, w powiecie lipskim, w gminie Rzeczniów.
W latach 1975–1998 miejscowość administracyjnie należała do województwa radomskiego.
Ziemie wsi Płósy są bardzo dobrej klasowości.
W połowie roku 2004 w Płósach i kilku sąsiednich wsiach przeprowadzono referendum w sprawie ewentualnego przeniesienia wsi z gminy Rzeczniów do gminy Iłża, ale wniosek ten nie uzyskał poparcia dostatecznej liczby mieszkańców i do przeniesienia nie doszło.
Wieś Płósy posiada ochotniczą straż pożarną.
Wierni Kościoła rzymskokatolickiego należą do parafii Najświętszej Maryi Panny Matki Kościoła w Pasztowej Woli.